# Brit shalom
Brit shalom (hebr. ברית שלום – przymierze pokoju) – alternatywna dla brit mila ceremonia nadania dziecku płci męskiej imienia. Ma ona przeważnie charakter świecki, zaprasza się na nią gości, nie dokonuje się jednak obrzezania. Ceremonia została stworzona przez judaizm humanistyczny. Praktykują ją także niektórzy żydzi reformowani. Żydzi humanistyczni uważają, że rodzice nie mają prawa decydować o napletku dziecka i zadawać dziecku bólu. Uważają także, że praktyka ta narusza równość płci, gdyż Żydzi przeprowadzają tylko obrzezanie mężczyzn, a nie kobiet.